# Da Hood Justice
Da Hood (Justice) este o trupă românească de hip-hop formată in anul 1993.

## Biografie
Proiectul Da Hood Justice a luat ființă la sfarșitul anului 1993, cu sprijinul echipei "Hip-Hop Radio Show" de la Radio Nova 22, cei care i-au pus la dispoziție lui Nai'gh'Ba, Andrei Vulpescu, primele negative. Debutul oficial al trupei, formata la acea vreme din Nai'gh'Ba și Sorty Shit Stain, a avut loc la 14 aprilie 1994 la Disco Calyse, în cadrul celui de-al treilea concert de Hip-Hop organizat de Francis Rebelu (Panterele Negre). Imediat după show-ul de debut, trupa s-a completat cu Sub Zero (aka Phane Buton). 
După seria Rap Attack și tot felul de baluri prin liceele Capitalei, Shorty s-a retras locul său fiind luat, la finalul anului 1995, de Stoe Toxxic - recomandat de băieții de la R.A.C.L.A. Prima piesă editată vreodată sub titulatura Da Hood Justice a fost "Asta-i viața noastra", piesă care a fost inregistrată in studioul Radio Total. Piesa a aparut pe o compilație editată de Amma Studio. După formarea Sindicatului RANS, Da Hood Justice semnează primul contract pentru 3 ani și 3 albume cu Cat Music/ Media Services, albumul de debut aparând în iunie 1997, intitulat "Judecata de după". Primul extras pe single de pe acest album, "Niquaganxta" ocupă prima poziție a topului emisiunii "Black Friday" de la Radio 21, timp de 4 săptămâni. În același timp, piesa "Da Hood Squad" beneficiază de o filmare, gen videoclip, realizată la TVR2. Doi ani mai târziu, mai precis la începutul anului 1999, apare maxi-single-ul "Sfârșit de mileniu", piesa aducând trupei un prim video-clip filmat la TVR pentru emisiunea "Veni, Video, Vici". "Sfârșit de mileniu" înseamnă prezența trupei la emisiuni de succes de la Antena 1 si Prima TV. Spre sfârșitul anului 1999 se lansează albumul "Direct din Unda'ground" și un prim hit - "Numa’ una", al cărei videoclip - ca și celelalte de altfel -, este realizat "fără știrea producătorului". Piesa se bucură de succes, iar trupa concertează la cele mai importante evenimente de gen din țara. Urmează "Supersonic" cu Vexxatu' Vexx de la Methadon 3000 și "Când vin la microfon", piese incluse pe albumul "Născut pentru asta", editat in vara anului 2001. După terminarea contractului cu Cat Music, Da Hood Justice intră pe "filiera" independentă alături de labelul Urban Records, însă rezultatele nu sunt cele scontate, prima apariție a unei piese Da Hood (anul 2004 aduce si scurtarea numelui) fiind pe compilația "Proiectul Verde", editata in 2004 de Roton. 
In condițiile unei stagnări pe "filiera" independentă, Nai'gh'Ba și Stoe Toxxic simt nevoia unei schimbari. Ea vine dupa o discuție cu Beavis (tobarul trupei Ab4) care propune o variantă live DA HOOD. Imediat sunt cooptați Gabi "Printzu" (ex basist Sport Sangeros III) si Marius "Zulu" (ex chitarist Nitro), ulterior componența fiind definitivata cu Dj Sonia si Lucky (keyboards). După semnarea contractului cu Roton, Da Hood intră în studio pentru conceperea primului album în această formula extinsă. Albumul se numește "Secretul din grădină" și conține 15 track-uri, fiind realizat și inregistrat in studioul lui Bazooka (Mandinga). 
Pana in 2008 componenta trupei Da Hood a fost: Nai’gh’Ba si Stoe Toxxic – MC, Gabi "Printzu" (bass), Marius "Zulu" (chitara), Kani (baterie), DJ Sonia și Cristina (keys & voce de fundal). În actuala componența Da Hood a beneficiat de două videoclipuri: "La Vama Veche" si "Mereu (liber)".
In vara anului 2009 dupa destramarea Sindicatului R.A.N./s., Da Hood Justice alaturi de Brugner, K-Gula, DJ Dox si Dj Undoo au format Grupul de Rezistenta. In cadrul acestei componente s-au lansat un album (Opunem Rezistenta(2012)), un single(1%(2010)) si un E.P.(Trilogia N-ai(ului)(2012))

## Discografie
| Anul           | Titlul                 | Casa de discuri |
| -------------- | ---------------------- | --------------- |
| aprilie 1997   | Judecata De După...    | Cat Music       |
| 06 martie 1999 | Sfârșit de mileniu     | Cat Music       |
| 17 iunie 1999  | Direct din Unda'ground | Cat Music       |
| 14 iulie 2001  | Născut pentru asta     | Cat Music       |
| decembrie 2005 | Secretul din grădină   | Roton           |

### Judecata De Dupa…
Este vorba despre primul album Da Hood Justice, lansat in aprilie 1997, prin Cat Music, doar pe caseta. Membrii trupei Da Hood Justice erau Nai’gh’ba, Stoe Toxxic si Sub Zero.'''
| #  | Titlu                                    | Durata |
| -- | ---------------------------------------- | ------ |
| 1  | Intrarea În Castel                       | 1:00   |
| 2  | Da Hood Squad                            | 4:30   |
| 3  | Skit - Avertisment                       | 1:20   |
| 4  | Niquaganxta                              | 5:00   |
| 5  | Asta-i Viața Noastră                     | 3:30   |
| 6  | Vin Indienii                             | 4:30   |
| 7  | 12 Noaptea (feat. Delikt)                | 5:00   |
| 8  | Viața De Noapte                          | 4:30   |
| 9  | Jocul Negru Al Morții (feat. R.A.C.L.A.) | 5:30   |
| 10 | Judecata De După                         | 4:30   |
| 11 | SexDusă Și Abandonată (Mona)             | 4:30   |
| 12 | Ieșirea Din Castel                       | 1:00   |

### Sfârșit De Mileniu
“Sfârșit De Mileniu” este primul single al trupei Da Hood Justice (compusă din Nai’gh’Ba, Stoe Toxxic și Sub Zero) și a fost lansat în data de 6 martie 1999, prin Cat Music pe CD și Casetă și promovează cel de-al 2-lea album al trupei intitulat “Direct Din Unda'ground”.
| # | Titlu                                                   | Durata |
| - | ------------------------------------------------------- | ------ |
| 1 | Sfârșit De Mileniu                                      |        |
| 2 | Sfârșit De Mileniu (Millenium Mix)                      |        |
| 3 | Sfârșit De Mileniu (Drum'Apella)                        |        |
| 4 | Numai Pentru Frații Mei                                 |        |
| 5 | Numai Pentru Frații Mei (Undaground Mix) (feat. Rimaru) |        |
| 6 | Supa'Figura'NT                                          |        |

### Direct Din Unda'ground
“Direct Din Unda'ground” este cel de-al 2-lea album al trupei Da Hood Justice (Nai’gh’ba, Stoe Toxxic, Sub Zero) si a fost lansat prin Cat Music, pe CD si Caseta in data de 17 iunie 1999.
| #  | Titlu                                           | Durata |
| -- | ----------------------------------------------- | ------ |
| 1  | Intro (Pă Zonă)                                 | 1:44   |
| 2  | Combinații                                      | 4:54   |
| 3  | Viața E Un Joc                                  | 3:48   |
| 4  | Supersonic (feat. Methadon 3000)                | 3:28   |
| 5  | De Ce Mă Urăști                                 | 3:24   |
| 6  | Școala Veche De Rap (feat. Rimaru & Rapsodique) | 5:55   |
| 7  | Sfârșit De Mileniu                              | 4:19   |
| 8  | Proiect (Jazz Hip-Hop)                          | 2:46   |
| 9  | SUPA'figura'NT                                  | 4:51   |
| 10 | Numa' Una                                       | 3:47   |
| 11 | Numai Pentru Frații Mei (feat. Rimaru)          | 5:42   |
| 12 | Direct Din Unda'ground                          | 4:17   |
| 13 | Niquaganxta (feat. Brugner) (Remix)             | 4:17   |
| 14 | Outro (Jointu' De Final)                        | 1:01   |

### Născut Pentru Asta
Este vorba despre cel de-al 3-lea album Da Hood Justice (Nai’gh’Ba, Stoe Toxxic, Sub Zero) si a fost lansat in data de 14 iulie 2001, prin Cat Music, pe CD si Caseta, s-a filmat si un videoclip (cel de-al 3-lea clip Da Hood Justice), la piesa “Cand Vin La Microfon”.
| #  | Titlu                                       | Durata |
| -- | ------------------------------------------- | ------ |
| 1  | Băiatu’ Ținea La Tine (Intro)               |        |
| 2  | Când Vin La Microfon                        |        |
| 3  | Ce Vină Am?                                 |        |
| 4  | Oh! Baby                                    |        |
| 5  | Intervenție (cu Clonatu')                   |        |
| 6  | Supersonic (Bonus Track) (cu Methadon 3000) |        |
| 7  | Prea Sus                                    |        |
| 8  | Născut Pentru Asta                          |        |
| 9  | Băieții N-Au Secreții (cu C.T.C.)           |        |
| 10 | O Zi                                        |        |
| 11 | De Ținut Minte (Outro)                      |        |

### Secretul Din Grădină
Este vorba despre cel de-al 4-lea album al trupei Da Hood (inainte se numea Da Hood Justice) si a fost lansat in Decembrie 2005. Componenta trupei nu mai este cea cu care ne-a obisnuit, raman Nai'gh'Ba si Stoe Toxxic, in locul lui Sub Zero insa apar DJ Sonia, Cristina, Kani, Prințu' si Zulu.
| #  | Titlu                                       | Durata |
| -- | ------------------------------------------- | ------ |
| 1  | Mereu (Liber)                               |        |
| 2  | La Vama Veche (cu Sorin)                    |        |
| 3  | Planu' A                                    |        |
| 4  | De Câte Ori (cu Dan)                        |        |
| 5  | O Mâna Sus (cu Bean)                        |        |
| 6  | O Zi (Chill Mix) (cu Cristina)              |        |
| 7  | 01.10.660 (Skit)                            |        |
| 8  | Din Dragoste                                |        |
| 9  | Respecta-ti Viata (cu K-Gula)               |        |
| 10 | Numa' Una (Metal Mix)                       |        |
| 11 | Hip-Hop Relaxat                             |        |
| 12 | Secretu' Din Gradina                        |        |
| 13 | S-a Furat Muzica Buna                       |        |
| 14 | Mii De Culori (cu Cristina, Gojira & Kosak) |        |
| 15 | Lacrimi De Vis (Skit)                       |        |

## Alte activități
În edițiile din 2005, 2006 trupa a concertat pro bono (gratuit) la festivalul FânFest, Roșia Montană în cadrul campaniei „Salvați Roșia Montană”.